# Kermeta
 (juillet 2022).
Si vous disposez d'ouvrages ou d'articles de référence ou si vous connaissez des sites web de qualité traitant du thème abordé ici, merci de compléter l'article en donnant les références utiles à sa vérifiabilité et en les liant à la section « Notes et références ».
Kermeta est un langage de métamodélisation exécutable dont le format et le code source est ouvert.
Il dispose d’un environnement de développement de métamodèles basé sur EMOF dans un environnement Eclipse. Il permet non seulement de décrire la structure des métamodèles, mais aussi leur comportement. Il permet ainsi de définir et d’outiller de nouveaux langages en améliorant la manière de spécifier, simuler et tester la sémantique opérationnelle des métamodèles.
Il permet en outre d’appliquer plus facilement les techniques de l’ingénierie dirigée par les modèles aux outils IDM eux-mêmes.
Kermeta workbench se compose d’outils s’interfaçant facilement avec les outils existants dans la communauté des logiciels libres d’Éclipse.
Ces outils sont libres et sont distribués selon les termes de la licence Éclipse.

## Fonctionnalités principales
L’environnement de Kermeta propose :
- un éditeur textuel supportant la coloration syntaxique et une aide à l’écriture (complétion) ;
- une vue synthétique (outline) ;
- un interpréteur, un dévermineur (débogueur) ;
- des fonctions de conversion (depuis/vers ecore).

## Site externe
- Site officiel.